# Hạ Ấp
Hạ Ấp (chữ Hán giản thể: 夏邑县, Hán Việt: Hạ Ấp huyện) là một huyện thuộc địa cấp thị Thương Khâu, tỉnh Hà Nam, Cộng hòa Nhân dân Trung Hoa. Đây là huyện nông nghiệp. Hạ Ấp có mã số bưu chính 476400, mã vùng điện thoại 0370.
Huyện này được chia ra thành các đơn vị hành chính gồm 10 trấn và hương: Lạc Tập, Dương Tập, Xa Trạm, Vương Tập, Thái Bình, Hàn Đạo Khẩu, Khổng Trang, Quách Điếm, Lưu Trang, Mã Đầu.